# Helmholtz-Resonator

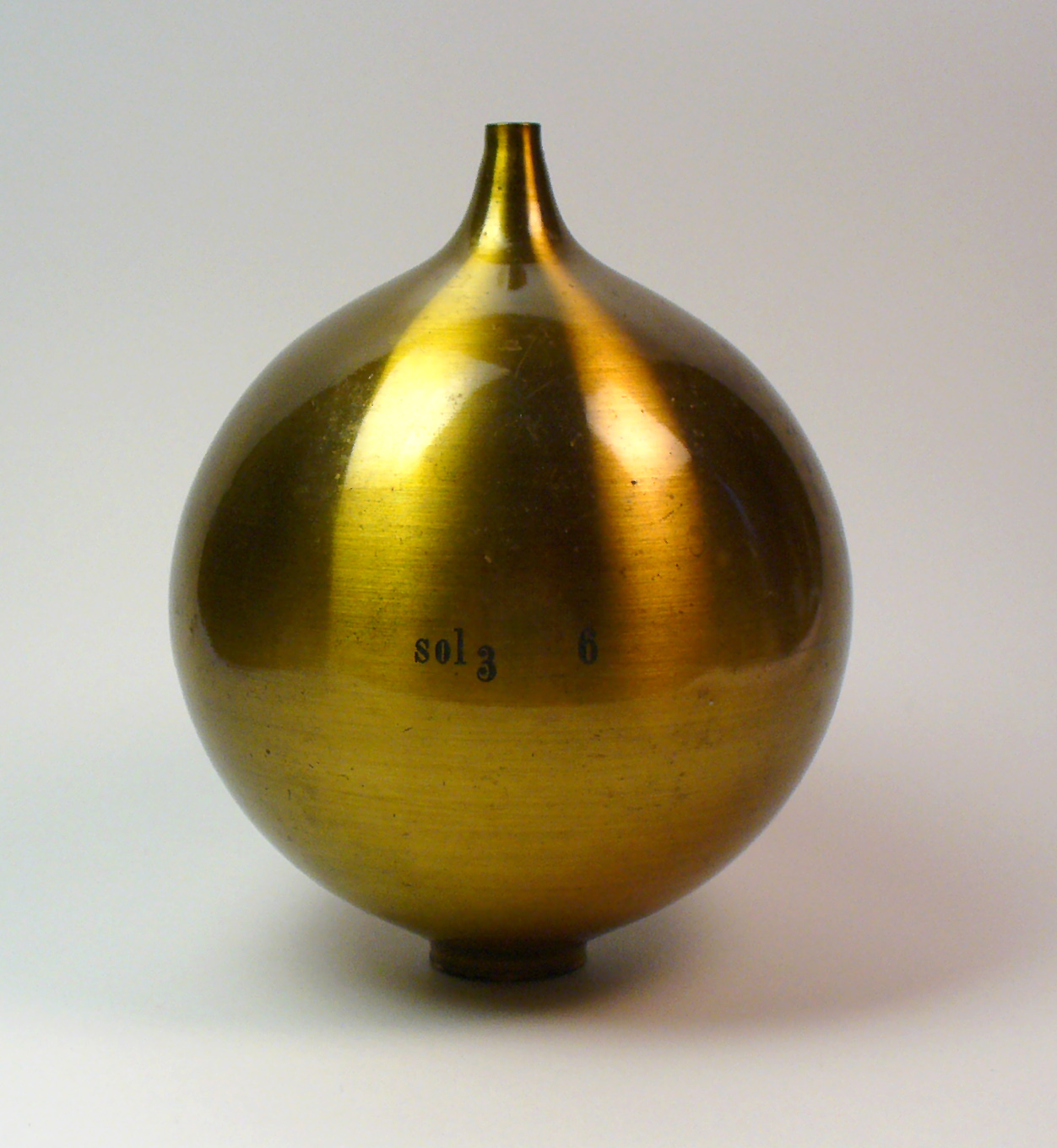
Helmholtz-Resonator aus Messing von ca. 1900

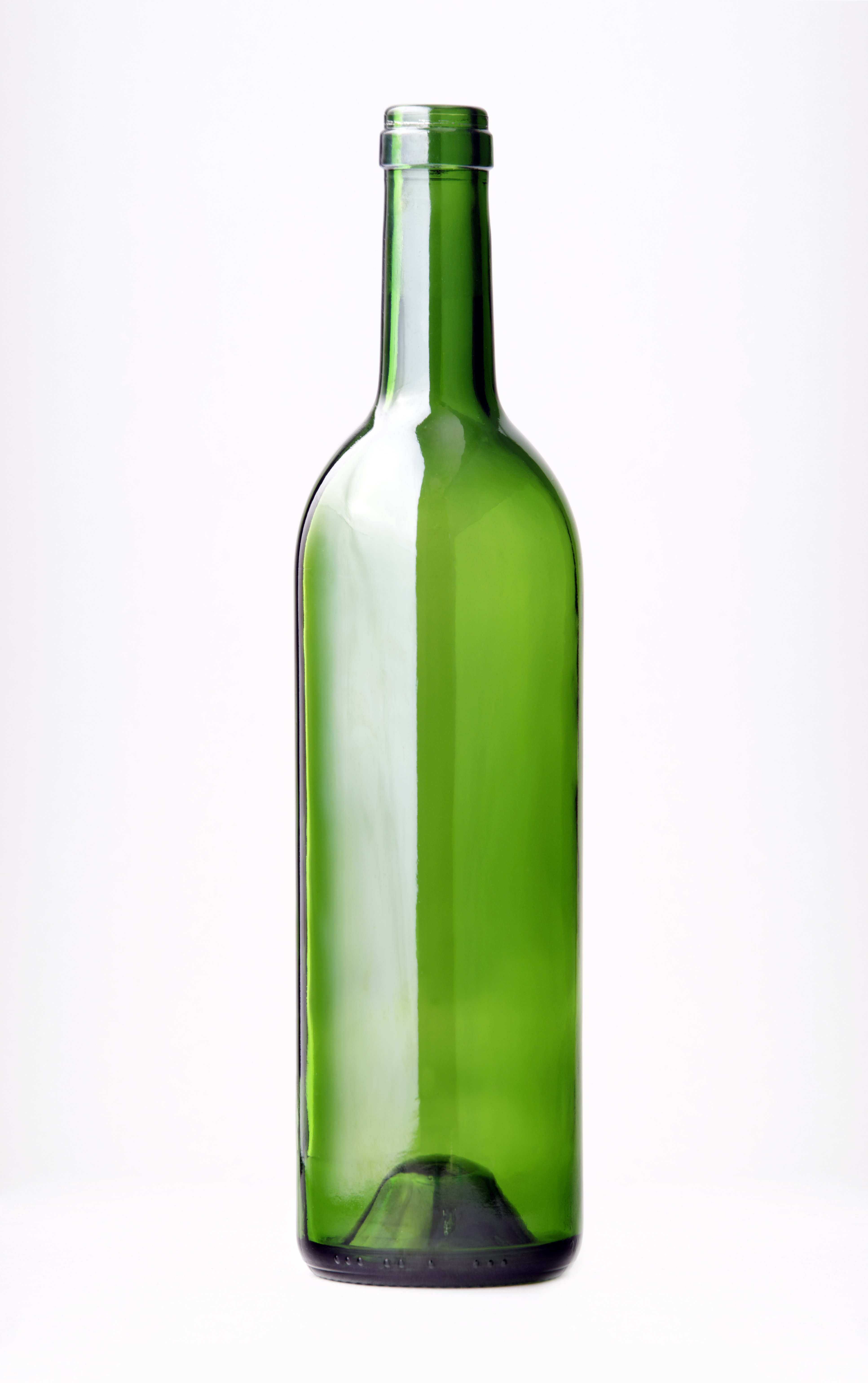
Eine Flasche stellt einen Helmholtz-Resonator dar.

Ein Helmholtz-Resonator (benannt nach Hermann von Helmholtz) ist ein akustischer Resonator. Ein alltägliches Beispiel ist eine Flasche, die am Hals angeblasen einen Ton erzeugt. Helmholtz entwickelte diesen Resonator im Jahre 1859, um mit seinem Ohr an der oberen spitzen Öffnung einen einzigen Grundton aus einem Klanggemisch nachzuweisen, das in die untere Öffnung eindringt. Der Resonator wurde anfangs aus Glas geblasen und später aus Messingblech geformt.

## Aufbau und Funktion
Ein Helmholtz-Resonator besteht aus einem Luftvolumen {\displaystyle V_{0}} in beliebiger Form, das einen zylindrischen engeren kurzen Hals mit einer Öffnung nach außen besitzt. Die träge Masse der im Hals befindlichen Luft beträgt:
{\displaystyle m=\rho _{0}\cdot L\cdot S_{0}}
mit
- Dichte {\displaystyle \rho _{0}} der Luft
- Länge {\displaystyle L} des Halses
- Querschnittsfläche {\displaystyle S_{0}} der Öffnung.

Durch die Kombination dieser Masse mit der Elastizität des gesamten Luftvolumens entsteht ein mechanisches Masse-Feder-System mit einer ausgeprägten Eigenfrequenz, wobei die Kugelform vorausgesetzt wird. Flaschen oder Quader besitzen bereits mehrere Eigenfrequenzen. Ein Würfel kommt der Kugelform noch am nächsten.
Die Federkonstante {\displaystyle K} des Masse-Feder-Systems kann in Abhängigkeit von der Querschnittsfläche und dem eingeschlossenen Luftvolumen berechnet werden:
{\displaystyle K={\frac {\rho _{0}\cdot S_{0}^{2}\cdot c^{2}}{V_{0}}}}
mit
- der Schallgeschwindigkeit {\displaystyle c}.

Somit ergibt sich für die Resonanzkreisfrequenz des Systems:
{\displaystyle \omega _{0}={\sqrt {\frac {K}{m}}}=c{\sqrt {\frac {S_{0}}{V_{0}\cdot L}}}}
und folglich für die Resonanzfrequenz:
{\displaystyle f_{0}={\frac {c}{2\pi }}{\sqrt {\frac {S_{0}}{V_{0}\cdot L}}}}
Die Strömungsgeschwindigkeit am Resonatorhals ändert sich jedoch fließend und nicht abrupt (wie in dieser Herleitung angenommen). Der Hals bildet für sich einen beidseitig offenen Resonator. Dies hat zur Folge, dass die Resonatorhalslänge an den Enden um den Betrag {\displaystyle 2\cdot \Delta L}, die sogenannte End-Korrektur der Resonatorlänge oder Mündungskorrektur, vergrößert gerechnet werden muss:
{\displaystyle f_{0}={\frac {c}{2\pi }}{\sqrt {\frac {S_{0}}{V_{0}(L+2\cdot \Delta L)}}}}
Helmholtz gab an {\displaystyle \Delta L\approx {\tfrac {\pi }{4}}\cdot R,} wenn der Hals kurz ist und den Radius R besitzt. Die Mündungskorrektur ist abhängig von der Form und Ausbildung der Mündung (rund, eckig, schlitzförmig).

## Musikinstrumente
Helmholtz-Resonatoren werden besonders für tiefe Töne in eine Bass-Marimba eingebaut. Sie haben den Vorteil der niedrigen Abmessungen im Vergleich zu zylindrischen Resonatoren. Djembé, Ghatam, Udu und Hang nutzen unter anderem auch die Eigenschaften eines Helmholtz-Resonators. Beim Gubal, einer Weiterentwicklung des Hang, lassen sich durch Manipulation des Halses mit der Hand verschiedene Basstöne spielen.

## Als Absorber in der Raumakustik

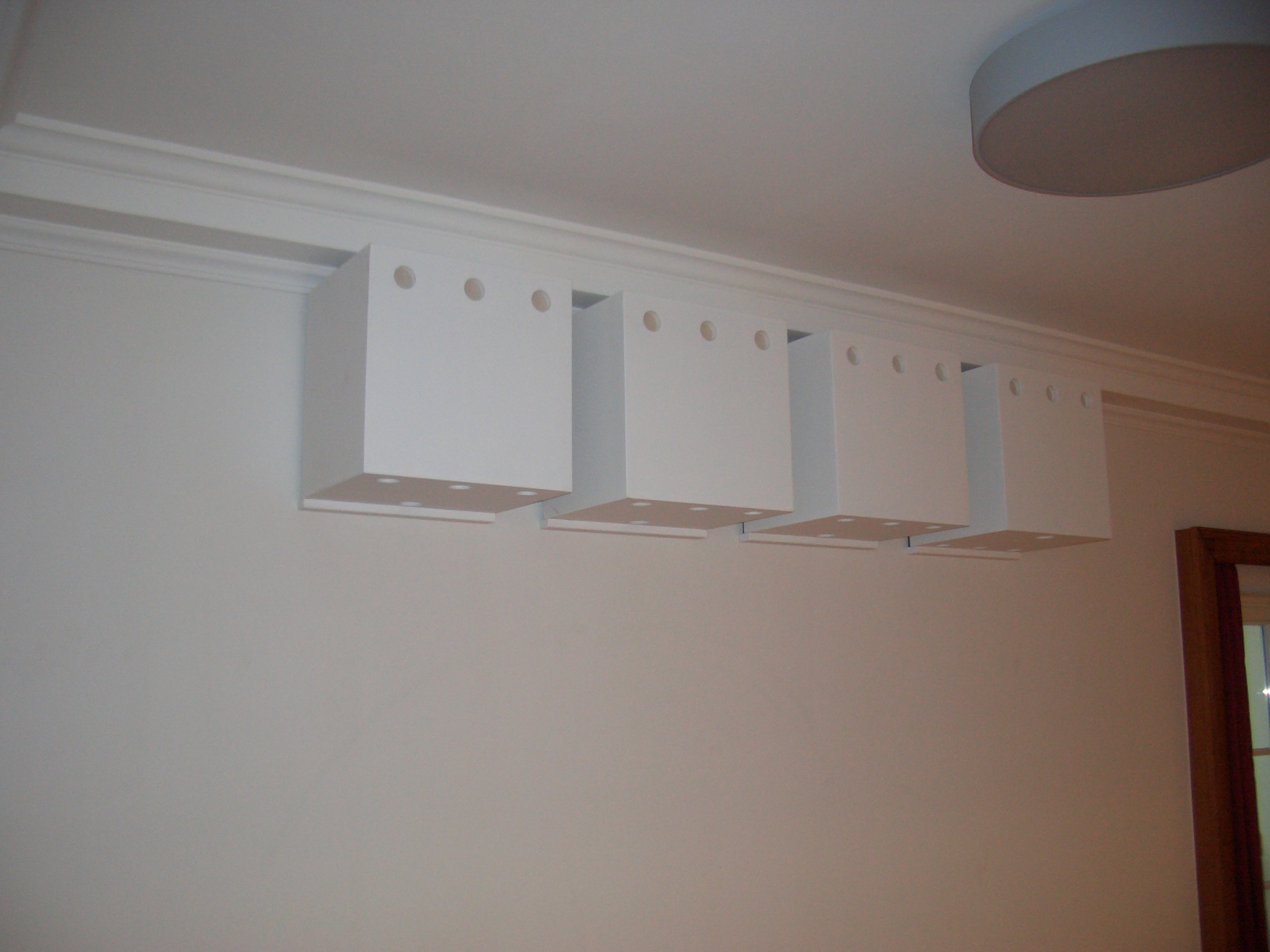
Anwendungsbeispiel: Vier Resonatoren entlang einer Raumkante installiert

Helmholtz-Resonatoren können als Resonanzabsorber im Lärmschutz und der Raumakustik zur Absorption schmalbandiger, tieffrequenter Raummoden eingesetzt werden, z. B. in Konzerthallen, Theatern, Studios, Schulen, Büro- und Konferenzräumen. Sie können sowohl sichtbarer Bestandteil der Raumausstattung sein als auch verdeckt hinter einer offenen Unterdecke angeordnet werden (s. auch Akustikdecke).
Im Unterschied zu porösen Absorbern, mit denen sie sich kombinieren lassen, bestehen Resonanzabsorber im Wesentlichen aus einer Masse und einer Feder. Die auftreffende Schallenergie wird in kinetische Energie der schwingenden Masse umgewandelt.
Als Masse können sowohl Platten zum Einsatz kommen (Plattenschwinger, z. B. aus Sperrholz, Gipskarton, Pressspan, Kunstleder oder Folie) als auch bei gelochten Platten die im Loch schwingende Luft (Lochplattenschwinger und Helmholtz-Resonatoren). Als Feder wirkt das hinter der Platte eingeschlossene Luftvolumen.
Die maximale Absorption tritt bei den Frequenzen auf, bei denen die Masse am stärksten schwingt, also im Frequenzbereich der Eigenresonanz, die meist bei tiefen Frequenzen liegt. Dagegen wird der Schall bei mittleren und hohen Frequenzen nur wenig gedämpft.
Um das Absorptionsvermögen eines Resonanzabsorbers zu beschreiben, reicht die Kenntnis der Resonanzfrequenz allein allerdings nicht aus. Das Absorptionsvermögen wird außerdem beeinflusst durch (vgl. Membranabsorber):
- die äquivalente Schallabsorptionsfläche
- die Güte {\displaystyle Q_{\mathrm {a} }}, die beschreibt, über welche Bandbreite ein Resonator dem Schallfeld Energie entzieht
- die Anordnung des Resonators im Raum: in den Raumkanten ist die Wirksamkeit größer als in der Mitte der Raumflächen. Deswegen ist bei der Anordnung in den Raumecken die Wirksamkeit am größten. Bei Einsatz mehrerer Resonatoren können diese an den geschlossenen Flächen nebeneinander angeordnet werden.

Außer den beschriebenen passiven Helmholtzresonatoren existieren auch aktive Varianten, welche sich durch eine hohe Effizienz bei geringen Abmessungen auszeichnen.

## Lautsprecherboxen
Helmholtz-Resonatoren finden im Lautsprecherbau seit langem in Form von Bassreflex-Gehäusen Verwendung. 2003 präsentierte der Entwickler Bernd Timmermanns die Einsatzmöglichkeiten eines Helmholtz-Absorbers zur Unterdrückung einzelner stehender Wellen innerhalb von Lautsprechergehäusen jeglicher Bauart.